# Edward O. Morgan
Edward O. Morgan (ur. ?, zm. ?) – argentyński piłkarz, grający podczas kariery na pozycji napastnika.

## Kariera klubowa
Edward Morgan podczas kariery piłkarskiej występował w klubie Saint Andrew’s Buenos Aires. Z Saint Andrew’s wygrał premierową edycję mistrzostw Argentyny w 1891. Potem występował m.in. w Quilmes.

## Kariera reprezentacyjna
W reprezentacji Argentyny Morgan jedyny raz wystąpił 20 lipca 1902 w wygranym 6-0 meczu z Urugwajem, którym był pierwszym meczem reprezentacji Argentyny w historii. W 64 min. zdobył 3 bramkę dla Argentyny.